# DJ Kebs
DJ Kebs, właściwie Wojciech Męclewski (ur. 10 lipca 1985 w Warszawie) – polski DJ, członek zespołu HiFi Banda. Wraz z DJ-em Steezem tworzy duet Squeeze That DJ's.

## Dyskografia
Albumy
| Sound Jungle Tour Guide (mixtape)         | - Data: 1 marca 2010 - Wydawca: wydanie własne     | —  |
| Squeeze That (Squeeze That DJ's; mixtape) | - Data: 11 września 2011 - Wydawca: wydanie własne | —  |
| Prosto Mixtape Kebs                       | - Data: 16 kwietnia 2012 - Wydawca: Prosto         | 4  |
| Czasoprzestrzeń (oraz Hades i Emade)      | - Data: 5 grudnia 2014 - Wydawca: Prosto           | 50 |
| Nie zapomnij nakarmić psa (oraz Sensi)    | - Data: 13 kwietnia 2018 - Wydawca: Prosto         | 45 |
| "—" album nie był notowany.               |                                                    |    |

Występy gościnne
| Album                                  | Rok  | Utwór | Źródło |
| -------------------------------------- | ---- | --- | ------ |
| Flint - Radosny Futbol                 | 2008 | "Mamy to w planie Prod. Trepson" (gościnnie: Dj Kebs) | [ 10 ] |
| Dudek P56 - Raprodukcja: Prawdy dotyk  | 2009 | "Kawał czasu" (gościnnie: Pękacz, DJ Kebs) "Moje miasto w nim ja" (gościnnie: Siwers, DJ Kebs) | [ 11 ] |
| Weno - All In All                      | 2010 | "Środowisko" (gościnnie: DJ Kebs) "Jestem ponad tym" (gościnnie: DJ Kebs) | [ 12 ] |
| Wigor, Trojak - Synteza                | 2011 | "Nie ma żadnego ale" (gościnnie: DJ Kebs) | [ 13 ] |
| DYM - O poziom wyżej                   | 2011 | "Stawiam wszystko na jedną kartę" (gościnnie: DJ Kebs) | [ 14 ] |
| Echinacea - Echinacea                  | 2011 | "Czekając na falę" (gościnnie: Numer Raz, DJ Kebs) "Weź oddech" (gościnnie: DJ Kebs) "Cogifonia" (gościnnie: Tema Temzki, DJ Kebs) "Wiatr słów" (gościnnie: DJ Kebs) "Upadek" (gościnnie: DJ Kebs) "Historie nie z sąsiedztwa" (gościnnie: DJ Kebs) "Spacer" (gościnnie: O.S.T.R., DJ Kebs) | [ 15 ] |
| Zbylu - Operacja: Sampling             | 2011 | "Poznaj kulisy" (gościnnie: Flint, Proceente, DJ Kebs) | [ 16 ] |
| Solar, Białas - Z ostatniej ławki      | 2011 | "Z ostatniej ławki" (gościnnie: DJ Kebs) | [ 17 ] |
| ParExcellence - Każdy z nas            | 2012 | "Chcieć to moc" (gościnnie: DJ Kebs) | [ 18 ] |
| Czarny HIFI - Niedopowiedzenia         | 2012 | "Walter Erviti" (gościnnie: DJ Kebs) | [ 19 ] |
| Metro - Antidotum 2. Keep Funk Alive   | 2012 | "DJ's Tribute" (gościnnie: DJ Twister, DJ BRK, IKE, DJ Eprom, Daniel Drumz, DJ Krime, DJ Tort, DJ Haem, Czarny HiFi, DJ Kebs, DJ Flip) "Brudas" (gościnnie: RH-, DJ Kebs) | [ 20 ] |
| NWS - NWS Produkcja Mixtape 2012       | 2013 | "Alarm" (gościnnie: Pro Ebt, DJ Kebs) | [ 21 ] |
| DJ. B, Szczur - Zaraza                 | 2013 | "Ten Track" (gościnnie: Diox, DJ Kebs) | [ 22 ] |
| Konik, Kuoter - Parę przemyśleń        | 2013 | "Parę przemyśleń" (gościnnie: DJ Kebs) | [ 23 ] |
| Pokój z Widokiem na Wojnę - Grawitacja | 2014 | "Grawitacja" (gościnnie: DJ Deszczu Strugi, DJ Def, DJ Kebs, DJ.B) | [ 24 ] |
| Czarny HIFI - Nokturny & demony        | 2014 | "Nokturn" (gościnnie: Agata Molska, DJ Kebs) | [ 25 ] |

Kompilacje różnych wykonawców
| Album                         | Rok  | Utwór                                                                             | Źródło |
| ----------------------------- | ---- | --------------------------------------------------------------------------------- | ------ |
| Grube jointy 2: karani za nic | 2011 | DJ 600V, Pezet, DJ Kebs - "Sprawa w toku" Flint, DJ Kebs - "Na legalu"            | [ 26 ] |
| Aloha 40%                     | 2011 | Proceente, Siódmy, Hades, Muflon - "W głowie się nie mieści" (gościnnie: DJ Kebs) | [ 27 ] |